# Иван Белинов
Иван Иванов Белинов е български офицер, адвокат и политик от Демократическата партия, министър на обществените сгради, пътищата и съобщенията през 1901 – 1902 година.

## Биография
Иван Белинов е роден на 11 октомври (29 септември стар стил) 1859 година в Котел. Учи в Робърт колеж в Цариград през 1876 година, а през 1879 година завършва с първия випуск новосъздаденото Военно училище в София. На 10 май 1879 г. е произведен в чин прапоршчик, на 1 ноември е с. г. е преименуван в подпоручик, а от 30 август 1882 г. е поручик. Служи в Плевенска № 6 пеша дружина. През 1884 година заминава да следва военно право в Юридическата академия в Санкт Петербург, но прекъсва следването си, за да вземе участие в Сръбско-българската война през 1885 година, по време на която командва дружина при Сливница и Пирот. След войната е военен прокурор в София. През 1886 година взема участие в неуспешния опит за проруски преврат, след което е уволнен от армията и напуска страната.
През следващите години Белинов следва право в Швейцария, където се дипломира. След връщането си в България работи като адвокат в Русе, където издава вестник „Законност“, заедно с Петко Тодоров. Включва се в дейността на възстановената през 1894 година Демократическа партия. През 1895 година излиза книгата му „Офицерско-емигрантският въпрос“, в която разглежда неговото възникване и възможното му разрешаване. През 1900 година се премества в София, а от март 1901 година до януари 1902 година е министър на обществените сгради, пътищата и съобщенията в четвъртото правителство на Петко Каравелов.
През 1901 година синът на Иван Белинов Илия се жени за дъщерята на Каравелов Виола.
Иван Белинов умира в София от апоплексия на 31 януари (18 януари стар стил) 1902 година след заседание на Демократическата партия.